# Dziękuję (album)
Dziękuję – szósty album solowy Błażeja Króla. Został wydany 9 kwietnia 2021 roku przez ART2.

## Lista utworów[2]
1. DZIĘKUJĘ
2. ZBYT DOBRZE CI IDZIE
3. NA ZACHODZIE BEZ ZMIAN
4. KTO JEST CO
5. DRGAWKI I SKRĘTY
6. TAK JAK TY
7. PODŁOGA POD NAMI
8. PRZYTULĘ PULSUJĄCĄ TWARZ/ zasłużyłem
9. TERAZ MOŻEMY JUŻ
10. NIE ZROBIĘ NIC
11. TAKI PIĘKNY UNIK
12. MYWONI
13. KTO PODŁOŻYŁ OGIEŃ/ piroman
14. WOŁAĆ I MNIE ZACZĘLI
15. ZŁA STRONA
16. PIERŚ GORĄCA PLECY ZIMNE
17. DOSTAĆ ZA SWOJE
18. NIE BĘDZIE DZIŚ HAPPYENDU